# گمینا کوبلین
گمینا کوبلین (به لهستانی:  Gmina Kobylin) یک گمینا در لهستان است که در شهرستان کروتوشن واقع شده‌است. گمینا کوبلین ۱۱۲٫۳۷ کیلومتر مربع مساحت و ۸٬۰۳۹ نفر جمعیت دارد.